# Festival Internacional de Esculturas de Gelo e Neve de Harbin

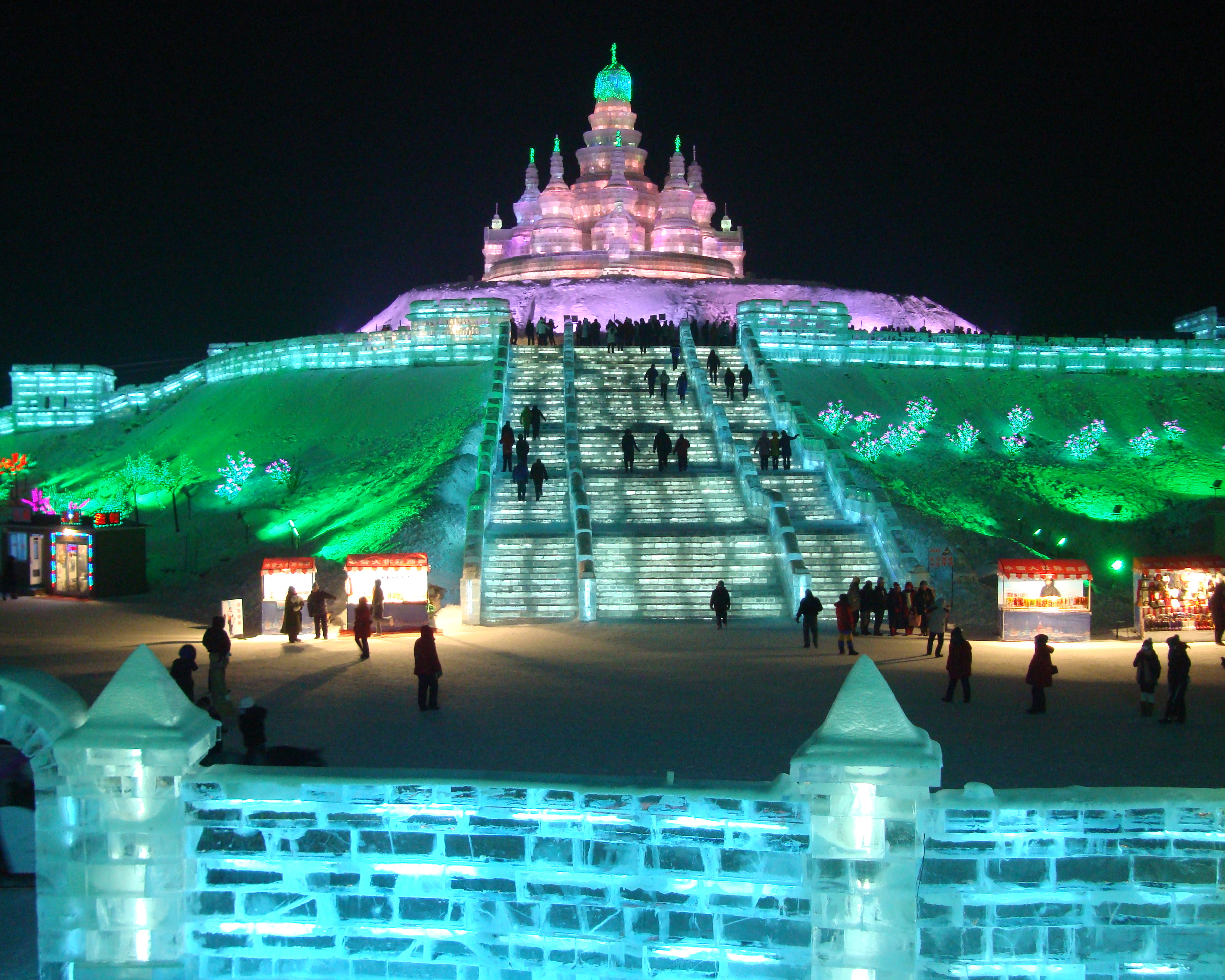
Escultura de gelo durante o festival de 2010.

O Festival Internacional de Esculturas de Gelo e Neve de Harbin (chinês: 哈尔滨国际冰雪节, pinyin: Hā'ěrbīn Guójì Bīngxuě Jié) é um festival de inverno anual que acontece na cidade de Harbin, Heilongjiang, China. É o maior festival de gelo e neve no mundo. No início, os participantes do festival eram principalmente chineses, mas desde então se tornaram um festival e competição internacional, sendo que o festival de 2017 atraiu 18 milhões de visitantes e gerou 4,4 bilhões de dólares de receita. O festival inclui as maiores esculturas de gelo do mundo.